# CL-289 (БПЛА)
CL-289 — разведывательный БПЛА (ракета).

## История
CL-289 был разработан на основе конструкции CL-89 в результате кооперации канадской фирмы Bombardier, с западногерманской фирмой DASA Dornier и французской Sagem.
В марте 1987 года были начаты работы над CL-289. Первый полёт дрон совершил в 1990 году.
В 1999 году CL-289 активно применяли в войне НАТО против Югославии, в ходе боевых действий были потеряны 9 аппаратов этого типа (семь CL-289 немецкого контингента НАТО и два CL-289 французского контингента НАТО).

## Описание
БПЛА предназначен для осуществления разведывательной деятельности корпусными и дивизионными подразделениями, и способен классифицировать цели, вести наблюдения и корректировать огонь.
Разведывательная аппаратура состоит из оптической камеры Zeiss Optronic KRb 8/24D и ИК-анализатора, системы записи и передачи в реальном времени изображения наземному оператору на дальность до 70 километров. Оснащён парашютной системой для посадки и двумя подушками безопасности. БПЛА находился в эксплуатации в немецкой и французской армиях с 1992 года. В январе 2001 года с компанией EADS Dornier GmbH был заключён контракт на модернизацию 160 аппаратов CL—289 французской и немецкой армий.

## ЛТХ
- Размах крыла, м 1.32
- Длина самолёта, м 3.61
- Масса, кг 220
- Максимальная скорость, км/ч 720
- Продолжительность полёта, мин 30
- Радиус действия, км 170
- Пустой вес: 140 килограмм
- Ёмкость топливного бака: 72 литров
- Максимальный взлетный вес: 340 килограмм
- Грузоподъемность: 32 килограмм
- Тип двигателя: 1 ТРД

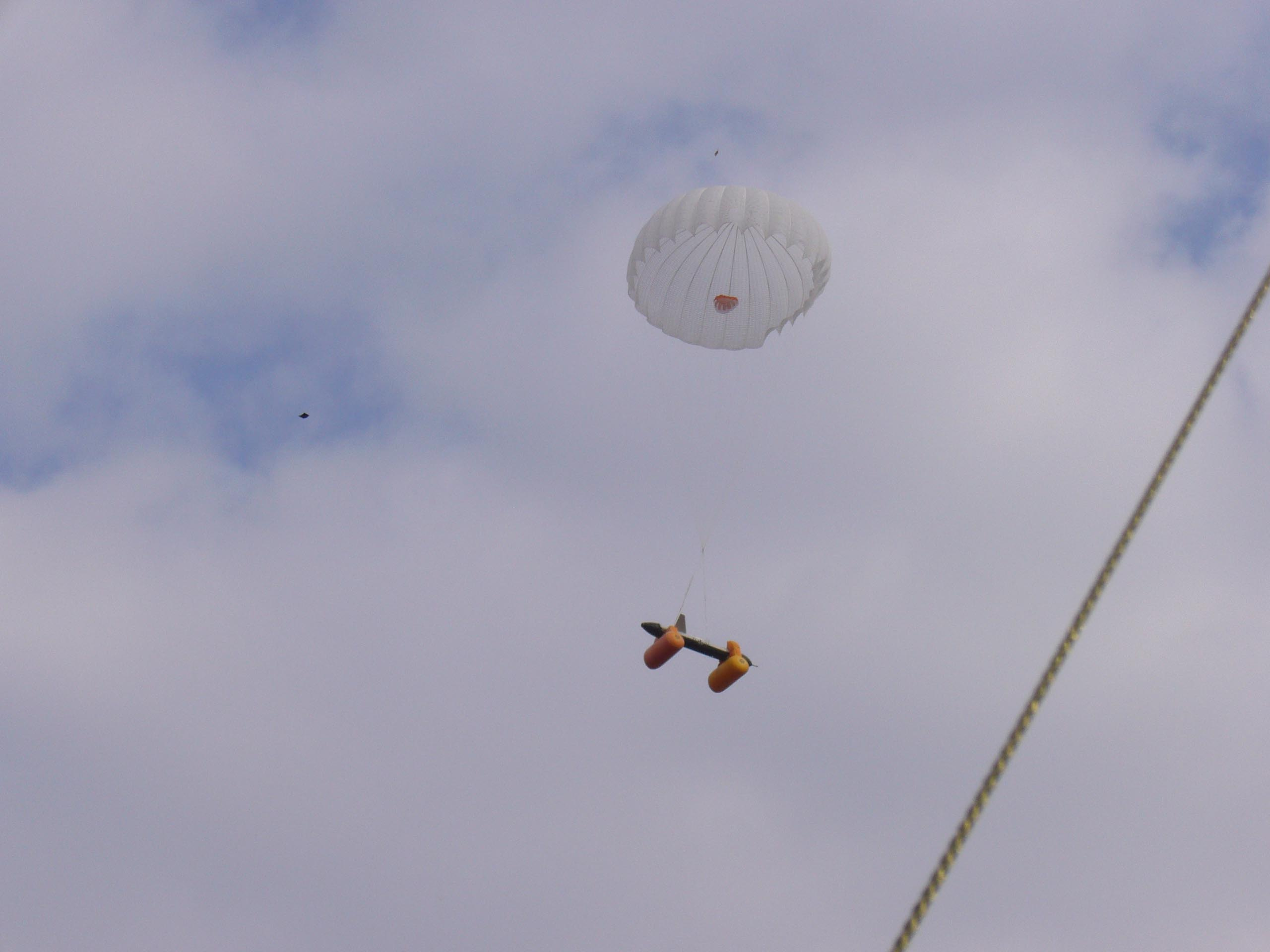
Посадка БПЛА на парашюте
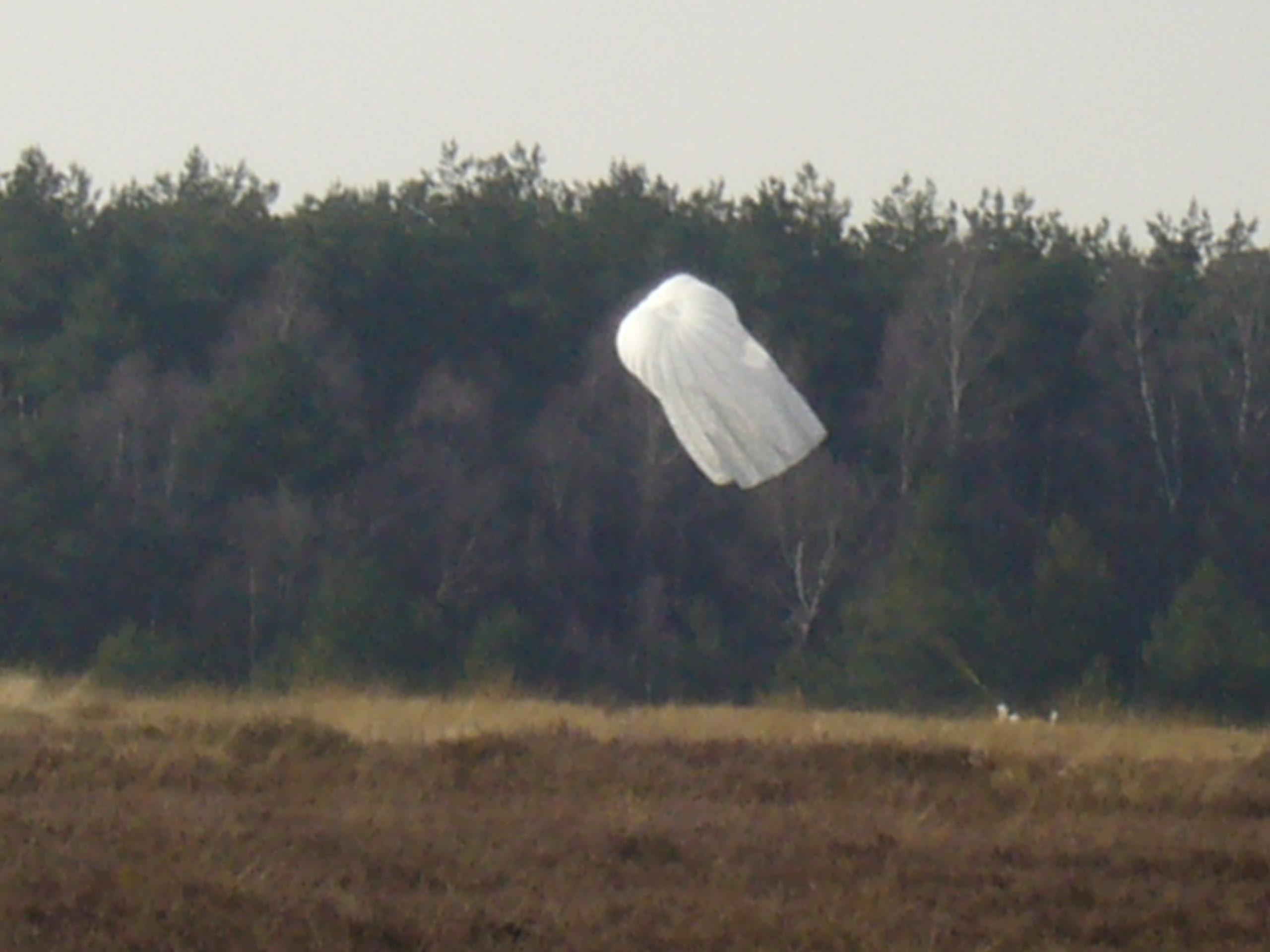
касание земли
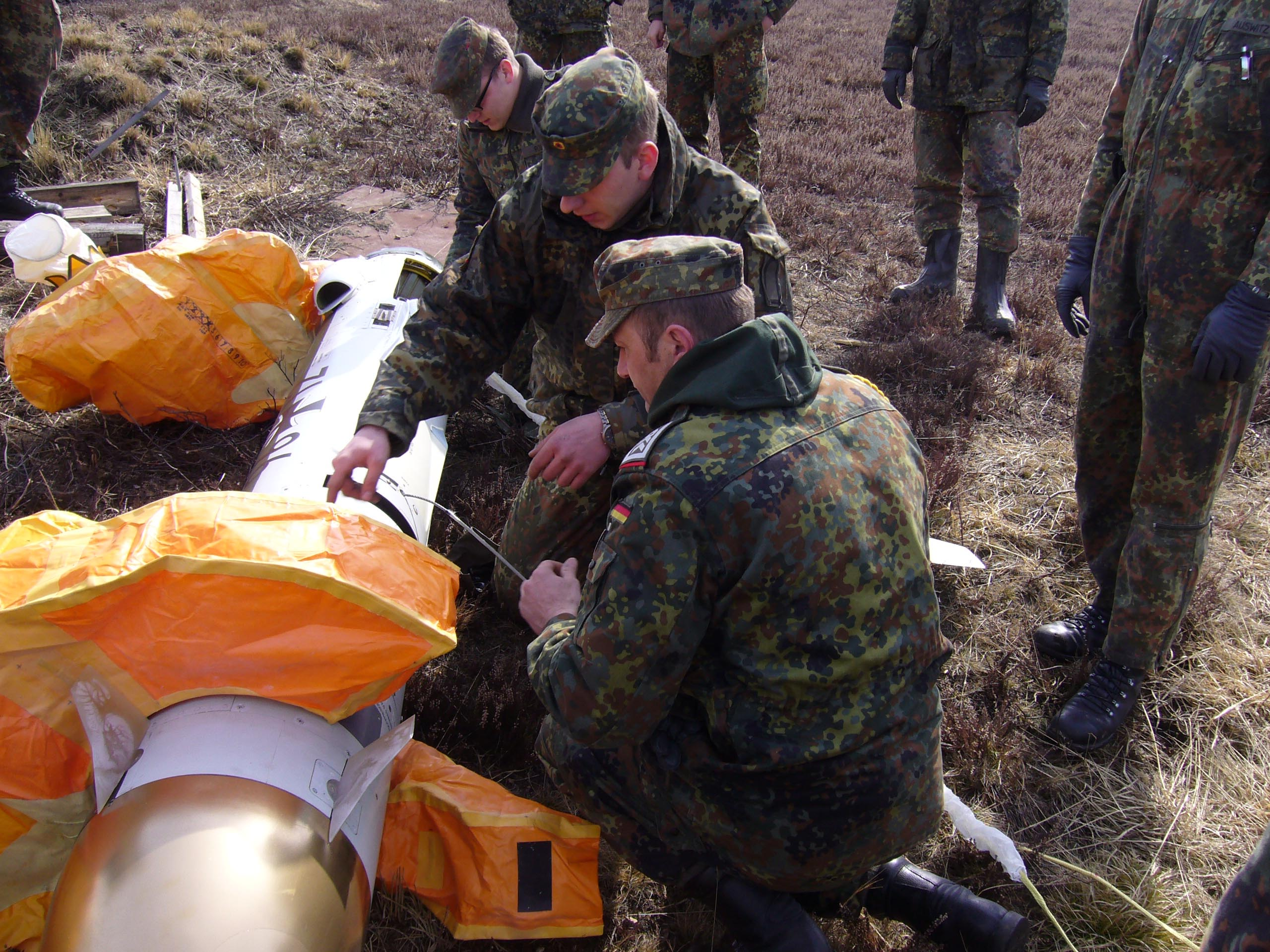
Работы после приземления аппарата CL-289
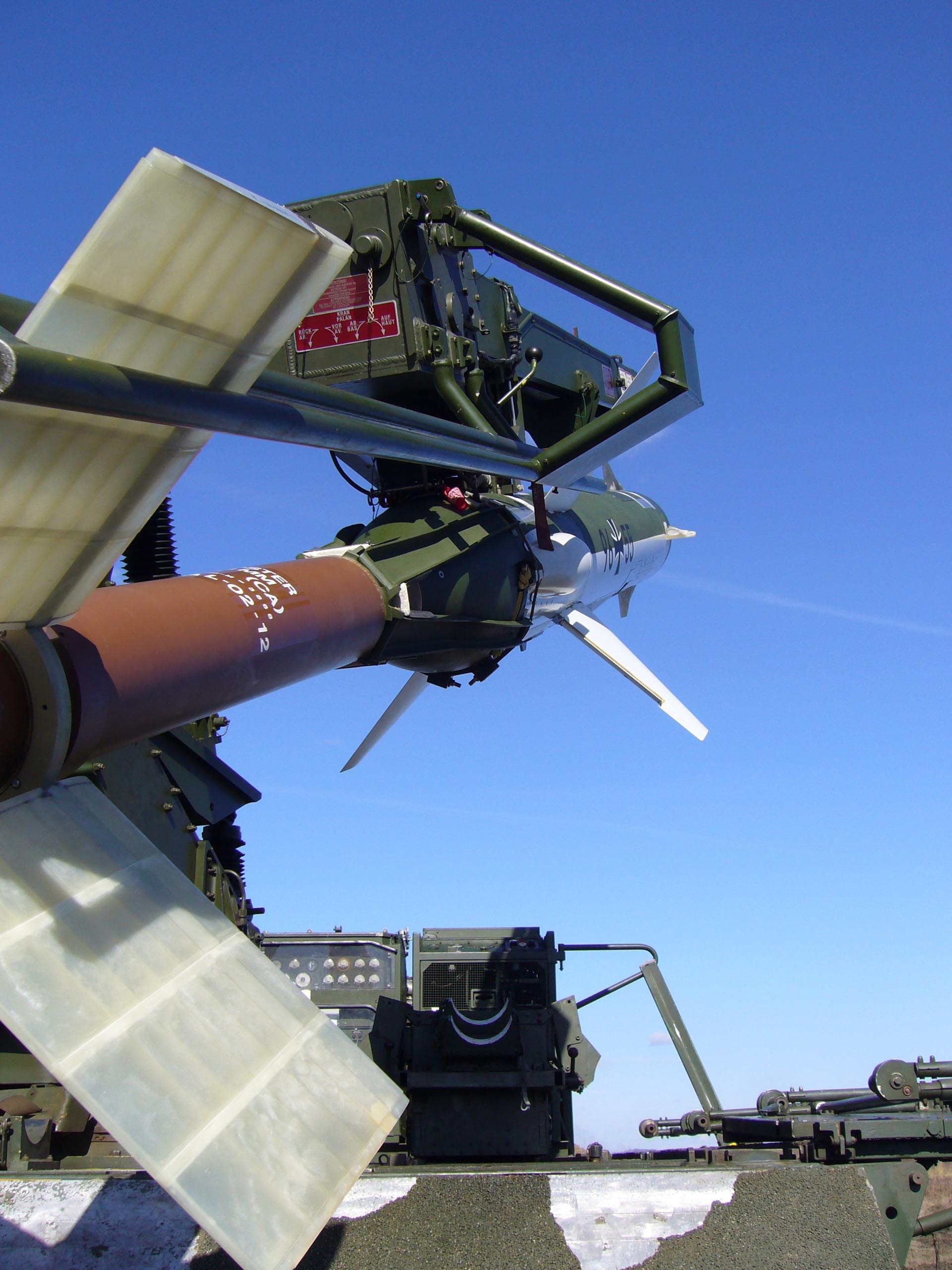
БПЛА готов к запуску